# Marcin Narwojsz
Marcin Narwojsz (ur. 25 maja 1976 roku w Lubinie) – polski piłkarz grający na pozycji napastnika. Jest wychowankiem Chrobrego Głogów.
Zawodnik rozpoczynał swoją karierę sportową w rodzinnym Głogowie. W miejscowym Chrobrym spędził kilka sezonów grając w spotkaniach rozgrywanych na szczeblu III-ligowym. W sezonie 1999/2000 przeszedł do Polaru Wrocław, z którym awansował do II ligi. Jesienią w sezonie 2000/2001 został zawodnikiem reprezentanta ekstraklasy – Zagłębia Lubin, w którego barwach rozegrał 13 spotkań strzelając 3 bramki (w lidze 8 spotkań - 1 gol). Sezon 2001/2002 to powrót do II-ligowego Polaru Wrocław, w którym na swoim koncie zapisał 10 trafień. Po wielu sezonach spędzonych na Dolnym Śląsku, Marcin Narwojsz przeniósł się do Chorzowa, gdzie w I-ligowym Ruchu rozegrał 22 spotkań strzelając 2 bramki. Sezon później ponownie wrócił w rodzinne strony, by tym razem grać dla Górnika Polkowice – także klubu polskiej ekstraklasy. Dla Górnika zagrał 26 spotkań i zdobył 3 bramki (w lidze 19 meczów - 1 gol). Do tej pory rozegrał na poziomie I-ligowym 61 meczów strzelając 8 bramek (w rozgrywkach ligowych 49 meczów - 4 bramki). W kolejnych sezonach ponownie zawitał na III-ligowy front i występował w drużynach Chrobrego Głogów, Ruchu Wysokie Mazowieckie oraz Hetmana Zamość. Przed sezonem 2006/2007 zawodnikiem zainteresował się GKS Jastrzębie, który po nieudanym sezonie 2005/2006 zajął 3. miejsce w tabeli III ligi (miejsce to nie premiowało awansem do wyższej klasy rozgrywkowej, ani do barażu).
Przed sezonem zasadniczym Narwojsz zagrał w kilku sparingach i został oficjalnie zawodnikiem klubu z Jastrzębia-Zdroju. Na początku sezonu rozegrał kilka spotkań na szczeblu okręgowego Pucharu Polski min. z drużyną Granicy Ruptawa, w którym strzelił 2 bramki (GKS wygrał 5:0). W efekcie Narwojsz sezon 2006/2007 zakończył z dorobkiem 7 goli w rozgrywkach ligowych oraz awansował z drużyną do II ligi.
Z początkiem roku 2009 rozwiązał kontrakt z drużyną GKS Jastrzębie.
W rundzie wiosennej sezonu 2008/2009 był napastnikiem trzecioligowca z Polkowic. Od 1 lipca 2009 jest trenerem i zawodnikiem Mieszka Ruszowice, klubu występującego w rozgrywkach legnickiej A klasy gr.1.